# الإنجيل الاغنسطي
إنجيل يسمى «الإنجيل الاغنسطي» طمست رسومه وعفت آثاره يبتدئ بمقدمة تندد ببولس وينتهي بخاتمة فيها مثل ذلك التنديد ويذكر إن ولادة المسيح كانت بدون ألم ، ولما كان كل ذلك في إنجيل برنابا فمن المحتمل أن يكون ذلك الإنجيل الاغنسطي هو النسخة اليونانية التي نقلت عنها نسخة إنجيل برنابا باللغة الإيطالية والموجودة اليوم في مكتبة البلاط الملكي في فينا .